# خوان غويلرمو فيليز
خوان غويلرمو فيليز (بالإسبانية: Juan Guillermo Vélez)‏ هو لاعب كرة قدم كولومبي، ولد في 16 سبتمبر 1983 في ميديلين في كولومبيا. لعب مع Alianza Atlético ‏.

## وصلات خارجية
- خوان غويلرمو فيليز على موقع قاعدة بيانات كرة القدم.إي يو (الإنجليزية)
- خوان غويلرمو فيليز على موقع Soccerway.com (الإنجليزية)